# Copa del Emperador 2016
La 96.ª Copa del Emperador (第96回天皇杯全日本サッカー選手権大会 Dai 96-kai Tennōhai Zennihon Sakkā Senshuken Taikai?) fue la edición 2016 de dicha competición de fútbol, la más antigua de Japón. El torneo comenzó el 26 de agosto de 2016 y terminó el 1 de enero de 2017.
El campeón fue Kashima Antlers, tras vencer en la final a Kawasaki Frontale. Por lo mismo, disputó la Supercopa de Japón 2017 ante Urawa Red Diamonds, subcampeón de la J1 League.

## Calendario
| Etapa            | Fechas                      | Número de equipos participantes | Observaciones |
| ---------------- | --------------------------- | ------------------------------- | --- |
| Primera ronda    | 27 y 28 de agosto de 2016   | 72 (2+22+1+47) → 36             | - 2: el subcampeón y el ganador del playoff de la J2 2015 - 22: clubes de la J2 - 1: vencedor del Campeonato Universitario 2015 - 47: ganadores de copas prefecturales |
| Segunda ronda    | 3 y 7 de septiembre de 2016 | 48 (36+12) → 24                 | - 12: clubes del 5.º al 15.º puesto de la J1 2015 y el campeón de la J2 2015                                                                                           |
| Tercera ronda    | 22 de septiembre de 2016    | 24 → 12                         | - Participación de los ganadores de la Segunda ronda |
| Octavos de final | 9 y 12 de noviembre de 2016 | 16 (12+4) → 8                   | - 4: equipos clasificados a la Liga de Campeones de la AFC 2016 |
| Cuartos de final | 24 de diciembre de 2016     | 8 → 4                           | - Participación de los ganadores de los octavos de final |
| Semifinales      | 28 de diciembre de 2016     | 4 → 2                           | - Participación de los ganadores de los cuartos de final |
| Final            | 1 de enero de 2017          | 2 → 1                           | - Participación de los ganadores de las Semifinales |

## Equipos participantes
88 formaron parte del torneo. Once clubes ubicados del 5.º al 15.º puesto de la J1 League 2015 y los campeones de la J2 League 2015 comenzaron su participación en la segunda ronda del certamen, mientras los clasificados a la Liga de Campeones de la AFC 2016 ingresaron en los octavos de final. Los restantes equipos iniciaron su campaña en la primera ronda.

### J1 League
Todos los 18 equipos pertenecientes a la J1 League 2016.
- Albirex Niigata
- Avispa Fukuoka
- Gamba Osaka
- Júbilo Iwata
- Kashima Antlers
- Kashiwa Reysol
- Kawasaki Frontale
- Nagoya Grampus
- Omiya Ardija
- Sagan Tosu
- Sanfrecce Hiroshima
- Shonan Bellmare
- F.C. Tokyo
- Urawa Red Diamonds
- Vegalta Sendai
- Ventforet Kofu
- Vissel Kobe
- Yokohama F. Marinos

### J2 League
Todos los 22 equipos pertenecientes a la J2 League 2016.
- Cerezo Osaka
- Hokkaido Consadole Sapporo
- Ehime F.C.
- Fagiano Okayama
- F.C. Gifu
- Giravanz Kitakyushu
- JEF United Chiba
- Kamatamare Sanuki
- Kyoto Sanga
- Machida Zelvia
- Matsumoto Yamaga
- Mito HollyHock
- Montedio Yamagata
- Renofa Yamaguchi
- Roasso Kumamoto
- Shimizu S-Pulse
- Thespakusatsu Gunma
- Tokushima Vortis
- Tokyo Verdy
- V-Varen Nagasaki
- Yokohama F.C.
- Zweigen Kanazawa

### Campeón universitario
El equipo ganador del Campeonato de Fútbol de Universidades de Japón 2015.
- Universidad Kwansei Gakuin

### Representantes de las prefecturas
- Universidad Tokai Gakuen
- Blaublitz Akita
- Vanraure Hachinohe
- Vonds Ichihara
- F.C. Imabari
- Saurcos Fukui
- Universidad de Fukuoka
- Fukushima United
- F.C. Gifu Second
- Thespakusatsu Challengers
- SRC Hiroshima
- Universidad de Hokkaidō
- Banditonce Kakogawa
- Universidad de Tsukuba
- Universidad de Hokuriku
- Grulla Morioka
- R. Velho Takamatsu
- Kagoshima United
- Universidad de Kanagawa
- Universidad Kyoto Sangyo
- Kochi United
- Universidad de Kumamoto
- Suzuka Unlimited
- Sony Sendai
- Honda Lock
- Nagano Parceiro
- MD Nagasaki
- Nara Club
- Universidad de Salud y Bienestar de Niigata
- Oita Trinita
- Fagiano Okayama Next
- F.C. Ryukyu
- Universidad de Kansai
- F.C. Tosu
- Universidad Internacional de Tokio
- Mio Biwako Shiga
- Matsue City
- Honda F.C.
- Tochigi Uva F.C.
- Universidad de Waseda
- Tokushima Celeste
- Gainare Tottori
- Kataller Toyama
- Arterivo Wakayama
- Universidad de Yamagata
- Universidad de Tokuyama
- Universidad Yamanashi Gakuin

## Resultados

### Fase preliminar
Los partidos de esta fase fueron publicados el 27 de junio de 2016.

#### Primera ronda
| Fecha        | Ciudad     | Local                      | Resultado   | Visitante                                   |
| ------------ | ---------- | -------------------------- | ----------- | ------------------------------------------- |
| 27 de agosto | Tottori    | Gainare Tottori            | 5:0         | Fagiano Okayama Next                        |
| 28 de agosto | Iwata      | Júbilo Iwata               | 7:0         | F.C. Gifu Second                            |
| 27 de agosto | Machida    | Machida Zelvia             | 0:1         | Universidad de Kanagawa                     |
| 27 de agosto | Utsunomiya | Tochigi Uva F.C.           | (3) 1:1 (4) | Universidad Yamanashi Gakuin                |
| 27 de agosto | Naruto     | Tokushima Vortis           | 6:0         | Tokushima Celeste                           |
| 27 de agosto | Kitakyushu | Giravanz Kitakyushu        | 1:0         | Universidad de Fukuoka                      |
| 27 de agosto | Nagano     | Nagano Parceiro            | 5:0         | Universidad de Hokuriku                     |
| 27 de agosto | Nagasaki   | V-Varen Nagasaki           | 2:1         | Kochi United                                |
| 28 de agosto | Yokohama   | Yokohama F.C.              | 5:0         | Universidad de Yamagata                     |
| 27 de agosto | Ōita       | Oita Trinita               | 3:0         | MD Nagasaki                                 |
| 27 de agosto | Shizuoka   | Shimizu S-Pulse            | 2:1         | Universidad de Kansai                       |
| 27 de agosto | Mito       | Mito HollyHock             | 1:0         | Universidad Internacional de Tokio          |
| 27 de agosto | Toyama     | Kataller Toyama            | 1:0         | Universidad de Salud y Bienestar de Niigata |
| 27 de agosto | Sapporo    | Hokkaido Consadole Sapporo | 3:0         | Universidad de Tsukuba                      |
| 27 de agosto | Matsue     | Matsue City                | 1:4         | Fagiano Okayama                             |
| 27 de agosto | Nagoya     | Universidad Tokai Gakuen   | 1:2 (t.s.)  | Suzuka Unlimited                            |
| 27 de agosto | Tendō      | Montedio Yamagata          | 2:1 (t.s.)  | Arterivo Wakayama                           |
| 27 de agosto | Maebashi   | Thespakusatsu Gunma        | 1:0         | Sony Sendai                                 |
| 27 de agosto | Higashiōmi | Mio Biwako Shiga           | 1:3         | Universidad Kwansei Gakuin                  |
| 28 de agosto | Fukuoka    | Avispa Fukuoka             | 7:2         | Kagoshima United                            |
| 27 de agosto | Yamaguchi  | Renofa Yamaguchi           | 4:0         | Universidad de Kumamoto                     |
| 27 de agosto | Fukushima  | Fukushima United           | 4:1         | Thespakusatsu Challengers                   |
| 28 de agosto | Kumamoto   | Roasso Kumamoto            | 2:1         | F.C. Tosu                                   |
| 27 de agosto | Kita       | Tokyo Verdy                | 2:1         | Vonds Ichihara                              |
| 27 de agosto | Nara       | Nara Club                  | 2:0         | Universidad Kyoto Sangyo                    |
| 28 de agosto | Marugame   | Kamatamare Sanuki          | 1:0         | F.C. Imabari                                |
| 27 de agosto | Hiroshima  | SRC Hiroshima              | 0:4         | Ehime F.C.                                  |
| 28 de agosto | Morioka    | Grulla Morioka             | 4:0         | Universidad de Waseda                       |
| 28 de agosto | Matsumoto  | Matsumoto Yamaga           | 6:0         | Universidad de Tokuyama                     |
| 27 de agosto | Gifu       | F.C. Gifu                  | 1:2 (t.s.)  | Honda F.C.                                  |
| 27 de agosto | Akita      | Blaublitz Akita            | 2:0         | Vanraure Hachinohe                          |
| 27 de agosto | Chiba      | JEF United Chiba           | 5:0         | Universidad de Hokkaidō                     |
| 28 de agosto | Kanazawa   | Zweigen Kanazawa           | 4:1         | Saurcos Fukui                               |
| 27 de agosto | Okinawa    | F.C. Ryukyu                | 1:0         | Honda Lock                                  |
| 28 de agosto | Osaka      | Cerezo Osaka               | 10:0        | R. Velho Takamatsu                          |
| 28 de agosto | Kioto      | Kyoto Sanga                | 4:0         | Banditonce Kakogawa                         |

#### Segunda ronda
| Fecha           | Ciudad    | Local                      | Resultado   | Visitante                    |
| --------------- | --------- | -------------------------- | ----------- | ---------------------------- |
| 7 de septiembre | Saitama   | Omiya Ardija               | 1:0         | Gainare Tottori              |
| 3 de septiembre | Iwata     | Júbilo Iwata               | 2:0         | Universidad de Kanagawa      |
| 3 de septiembre | Hiratsuka | Shonan Bellmare            | 6:0         | Universidad Yamanashi Gakuin |
| 3 de septiembre | Naruto    | Tokushima Vortis           | 2:0         | Giravanz Kitakyushu          |
| 3 de septiembre | Nagoya    | Nagoya Grampus             | 0:1         | Nagano Parceiro              |
| 3 de septiembre | Nagasaki  | V-Varen Nagasaki           | 1:2         | Yokohama F.C.                |
| 3 de septiembre | Kōfu      | Ventforet Kofu             | (6) 0:0 (7) | Oita Trinita                 |
| 3 de septiembre | Shizuoka  | Shimizu S-Pulse            | 3:0         | Mito HollyHock               |
| 3 de septiembre | Kashima   | Kashima Antlers            | 3:0         | Kataller Toyama              |
| 3 de septiembre | Sapporo   | Hokkaido Consadole Sapporo | 1:2         | Fagiano Okayama              |
| 7 de septiembre | Kōbe      | Vissel Kobe                | 7:1         | Suzuka Unlimited             |
| 3 de septiembre | Tendō     | Montedio Yamagata          | 5:0         | Thespakusatsu Gunma          |
| 3 de septiembre | Niigata   | Albirex Niigata            | 5:3 (t.s.)  | Universidad Kwansei Gakuin   |
| 7 de septiembre | Fukuoka   | Avispa Fukuoka             | (2) 2:2 (4) | Renofa Yamaguchi             |
| 7 de septiembre | Yokohama  | Yokohama F. Marinos        | 2:0 (t.s.)  | Fukushima United             |
| 3 de septiembre | Kumamoto  | Roasso Kumamoto            | 1:5         | Tokyo Verdy                  |
| 3 de septiembre | Kashiwa   | Kashiwa Reysol             | 5:2         | Nara Club                    |
| 3 de septiembre | Marugame  | Kamatamare Sanuki          | 0:2         | Ehime F.C.                   |
| 3 de septiembre | Sendai    | Vegalta Sendai             | 2:5         | Grulla Morioka               |
| 3 de septiembre | Matsumoto | Matsumoto Yamaga           | 1:2         | Honda F.C.                   |
| 3 de septiembre | Kawasaki  | Kawasaki Frontale          | 3:1         | Blaublitz Akita              |
| 3 de septiembre | Chiba     | JEF United Chiba           | 2:0         | Zweigen Kanazawa             |
| 3 de septiembre | Tosu      | Sagan Tosu                 | 3:1         | F.C. Ryukyu                  |
| 3 de septiembre | Osaka     | Cerezo Osaka               | 2:1 (t.s.)  | Kyoto Sanga                  |

#### Tercera ronda
| Fecha            | Ciudad    | Local               | Resultado   | Visitante         |
| ---------------- | --------- | ------------------- | ----------- | ----------------- |
| 22 de septiembre | Saitama   | Omiya Ardija        | 5:0         | Júbilo Iwata      |
| 22 de septiembre | Hiratsuka | Shonan Bellmare     | 4:0         | Tokushima Vortis  |
| 22 de septiembre | Nagoya    | Nagano Parceiro     | 2:3 (t.s.)  | Yokohama F.C.     |
| 22 de septiembre | Kōfu      | Oita Trinita        | 0:1         | Shimizu S-Pulse   |
| 22 de septiembre | Kashima   | Kashima Antlers     | 2:1         | Fagiano Okayama   |
| 22 de septiembre | Kōbe      | Vissel Kobe         | (5) 3:3 (3) | Montedio Yamagata |
| 22 de septiembre | Niigata   | Albirex Niigata     | 1:0         | Renofa Yamaguchi  |
| 22 de septiembre | Haruno    | Yokohama F. Marinos | 4:0         | Tokyo Verdy       |
| 22 de septiembre | Kashiwa   | Kashiwa Reysol      | 1:0 (t.s.)  | Ehime F.C.        |
| 22 de septiembre | Sendai    | Grulla Morioka      | 1:2         | Honda F.C.        |
| 22 de septiembre | Kawasaki  | Kawasaki Frontale   | 4:1 (t.s.)  | JEF United Chiba  |
| 22 de septiembre | Tosu      | Sagan Tosu          | 2:0         | Cerezo Osaka      |

### Fase final

#### Cuadro de desarrollo
|  | Octavos de final      | Octavos de final    |                        |       | Cuartos de final | Cuartos de final |  |  | Semifinales     | Semifinales     |  |  | Final              | Final              |
|  | 9 y 12 de noviembre   | 9 y 12 de noviembre |                        |       | 24 de diciembre  | 24 de diciembre  |  |  | 29 de diciembre | 29 de diciembre |  |  | 1 de enero de 2017 | 1 de enero de 2017 |
|  |                       |                     |                        |       |                  |                  |  |  |                 |                 |  |  |                    |                    |
|  |                       |                     |                        |       |                  |                  |  |  |                 |                 |  |  |                    |                    |
|  |                       |                     |                        |       |                  |                  |  |  |                 |                 |  |  |                    |                    |
|  | Yokohama F. Marinos   | 1                   |                        |       |                  |                  |  |  |                 |                 |  |  |                    |                    |
|  | Yokohama F. Marinos   | 1                   |                        |       |                  |                  |  |  |                 |                 |  |  |                    |                    |
|  | Albirex Niigata       | 0                   |                        |       |                  |                  |  |  |                 |                 |  |  |                    |                    |
|  | Albirex Niigata       | 0                   | Yokohama F. Marinos    | 2     |                  |                  |  |  |                 |                 |  |  |                    |                    |
|  |                       |                     |                        | 2     |                  |                  |  |  |                 |                 |  |  |                    |                    |
|  |                       | Gamba Osaka         | 1                      |       |                  |                  |  |  |                 |                 |  |  |                    |                    |
|  | Gamba Osaka (t.s.)    | Gamba Osaka         | 1                      | 1     |                  |                  |  |  |                 |                 |  |  |                    |                    |
|  | Gamba Osaka (t.s.)    |                     |                        | 1     |                  |                  |  |  |                 |                 |  |  |                    |                    |
|  | Shimizu S-Pulse       | 0                   |                        |       |                  |                  |  |  |                 |                 |  |  |                    |                    |
|  | Shimizu S-Pulse       | 0                   | Yokohama F. Marinos    | 0     |                  |                  |  |  |                 |                 |  |  |                    |                    |
|  |                       |                     |                        | 0     |                  |                  |  |  |                 |                 |  |  |                    |                    |
|  |                       | Kashima Antlers     | 2                      |       |                  |                  |  |  |                 |                 |  |  |                    |                    |
|  | Kashima Antlers       | Kashima Antlers     | 2                      | 2     |                  |                  |  |  |                 |                 |  |  |                    |                    |
|  | Kashima Antlers       |                     |                        | 2     |                  |                  |  |  |                 |                 |  |  |                    |                    |
|  | Vissel Kobe           | 1                   |                        |       |                  |                  |  |  |                 |                 |  |  |                    |                    |
|  | Vissel Kobe           | 1                   | Kashima Antlers        | 1     |                  |                  |  |  |                 |                 |  |  |                    |                    |
|  |                       |                     |                        | 1     |                  |                  |  |  |                 |                 |  |  |                    |                    |
|  |                       | Sanfrecce Hiroshima | 0                      |       |                  |                  |  |  |                 |                 |  |  |                    |                    |
|  | Sagan Tosu            | Sanfrecce Hiroshima | 0                      | 0     |                  |                  |  |  |                 |                 |  |  |                    |                    |
|  | Sagan Tosu            |                     |                        | 0     |                  |                  |  |  |                 |                 |  |  |                    |                    |
|  | Sanfrecce Hiroshima   | 3                   |                        |       |                  |                  |  |  |                 |                 |  |  |                    |                    |
|  | Sanfrecce Hiroshima   | 3                   | Kashima Antlers (t.s.) | 2     |                  |                  |  |  |                 |                 |  |  |                    |                    |
|  |                       |                     |                        | 2     |                  |                  |  |  |                 |                 |  |  |                    |                    |
|  |                       | Kawasaki Frontale   | 1                      |       |                  |                  |  |  |                 |                 |  |  |                    |                    |
|  | Omiya Ardija          | Kawasaki Frontale   | 1                      | 1     |                  |                  |  |  |                 |                 |  |  |                    |                    |
|  | Omiya Ardija          |                     |                        | 1     |                  |                  |  |  |                 |                 |  |  |                    |                    |
|  | Yokohama F.C.         | 0                   |                        |       |                  |                  |  |  |                 |                 |  |  |                    |                    |
|  | Yokohama F.C.         | 0                   | Omiya Ardija (t.s.)    | 4     |                  |                  |  |  |                 |                 |  |  |                    |                    |
|  |                       |                     |                        | 4     |                  |                  |  |  |                 |                 |  |  |                    |                    |
|  |                       | Shonan Bellmare     | 2                      |       |                  |                  |  |  |                 |                 |  |  |                    |                    |
|  | Kashiwa Reysol        | Shonan Bellmare     | 2                      | 1     |                  |                  |  |  |                 |                 |  |  |                    |                    |
|  | Kashiwa Reysol        |                     |                        | 1     |                  |                  |  |  |                 |                 |  |  |                    |                    |
|  | Shonan Bellmare       | 3                   |                        |       |                  |                  |  |  |                 |                 |  |  |                    |                    |
|  | Shonan Bellmare       | 3                   | Omiya Ardija           | 0     |                  |                  |  |  |                 |                 |  |  |                    |                    |
|  |                       |                     |                        | 0     |                  |                  |  |  |                 |                 |  |  |                    |                    |
|  |                       | Kawasaki Frontale   | 1                      |       |                  |                  |  |  |                 |                 |  |  |                    |                    |
|  | F.C. Tokyo            | Kawasaki Frontale   | 1                      | 2     |                  |                  |  |  |                 |                 |  |  |                    |                    |
|  | F.C. Tokyo            |                     |                        | 2     |                  |                  |  |  |                 |                 |  |  |                    |                    |
|  | Honda F.C.            | 1                   |                        |       |                  |                  |  |  |                 |                 |  |  |                    |                    |
|  | Honda F.C.            | 1                   | F.C. Tokyo             | 1     |                  |                  |  |  |                 |                 |  |  |                    |                    |
|  |                       |                     |                        | 1     |                  |                  |  |  |                 |                 |  |  |                    |                    |
|  |                       | Kawasaki Frontale   | 2                      |       |                  |                  |  |  |                 |                 |  |  |                    |                    |
|  | Kawasaki Frontale (p) | Kawasaki Frontale   | 2                      | 3 (4) |                  |                  |  |  |                 |                 |  |  |                    |                    |
|  | Kawasaki Frontale (p) |                     |                        | 3 (4) |                  |                  |  |  |                 |                 |  |  |                    |                    |
|  | Urawa Red Diamonds    | 3 (1)               |                        |       |                  |                  |  |  |                 |                 |  |  |                    |                    |
|  | Urawa Red Diamonds    | 3 (1)               |                        |       |                  |                  |  |  |                 |                 |  |  |                    |                    |

- Los horarios de los partidos corresponden al huso horario de Japón: (UTC+9)

#### Octavos de final
| Fecha           | Ciudad   | Estadio                   | Local               | Resultado   | Visitante           |
| --------------- | -------- | ------------------------- | ------------------- | ----------- | ------------------- |
| 12 de noviembre | Yokohama | Estadio Internacional     | Yokohama F. Marinos | 1:0         | Albirex Niigata     |
| 9 de noviembre  | Suita    | Estadio de Fútbol         | Gamba Osaka         | 1:0 (t.s.)  | Shimizu S-Pulse     |
| 12 de noviembre | Kōbe     | Estadio Parque Misaki     | Kashima Antlers     | 2:1         | Vissel Kobe         |
| 12 de noviembre | Tosu     | Estadio de Tosu           | Sagan Tosu          | 0:3         | Sanfrecce Hiroshima |
| 9 de noviembre  | Saitama  | Estadio Ōmiya             | Omiya Ardija        | 1:0         | Yokohama F.C.       |
| 12 de noviembre | Kashiwa  | Estadio Hitachi           | Kashiwa Reysol      | 1:3         | Shonan Bellmare     |
| 9 de noviembre  | Chōfu    | Estadio Ajinomoto         | F.C. Tokyo          | 2:1         | Honda F.C.          |
| 12 de noviembre | Kawasaki | Estadio Atlético Todoroki | Kawasaki Frontale   | (4) 3:3 (1) | Urawa Red Diamonds  |

| 12 de noviembre de 2016, 15:03 | Yokohama F. Marinos | 1:0 (0:0) | Albirex Niigata | Estadio Internacional, Yokohama                             |                                                             |
|                                | Amano 90+4'         | Reporte   |                 | Asistencia: 11.356 espectadores Árbitro(s): Hiroyuki Kimura | Asistencia: 11.356 espectadores Árbitro(s): Hiroyuki Kimura |

| 9 de noviembre de 2016, 19:00 | Gamba Osaka   | 1:0 (t. s.) | Shimizu S-Pulse | Estadio de Fútbol, Suita                                      |                                                               |
|                               | Nagasawa 112' | Reporte     |                 | Asistencia: 8.789 espectadores Árbitro(s): Kōichirō Fukushima | Asistencia: 8.789 espectadores Árbitro(s): Kōichirō Fukushima |

| 12 de noviembre de 2016, 14:04 | Kashima Antlers   | 2:1 (1:0) | Vissel Kobe  | Estadio Parque Misaki, Kōbe                                  |                                                              |
|                                | Fabrício 32', 55' | Reporte   | Watanabe 64' | Asistencia: 7.282 espectadores Árbitro(s): Takehiro Yamamoto | Asistencia: 7.282 espectadores Árbitro(s): Takehiro Yamamoto |

| 12 de noviembre de 2016, 15:04 | Sagan Tosu | 0:3 (0:2) | Sanfrecce Hiroshima                            | Estadio de Tosu, Tosu                                  |                                                        |
|                                |            | Reporte   | Shibasaki 18' · Utaka 26' · Anderson Lopes 53' | Asistencia: 9.743 espectadores Árbitro(s): Kaku Hirose | Asistencia: 9.743 espectadores Árbitro(s): Kaku Hirose |

| 9 de noviembre de 2016, 19:03 | Omiya Ardija      | 1:0 (0:0) | Yokohama F.C. | Estadio Ōmiya, Saitama                                    |                                                           |
|                               | Ienaga 89' (pen.) | Reporte   |               | Asistencia: 4.714 espectadores Árbitro(s): Masaaki Iemoto | Asistencia: 4.714 espectadores Árbitro(s): Masaaki Iemoto |

| 12 de noviembre de 2016, 13:04 | Kashiwa Reysol | 1:3 (1:0) | Shonan Bellmare                       | Estadio Hitachi, Kashiwa                                |                                                         |
|                                | Wako 25'       | Reporte   | Dinei 52' · Takayama 68' · Ōtsuki 85' | Asistencia: 6.588 espectadores Árbitro(s): Yūsuke Araki | Asistencia: 6.588 espectadores Árbitro(s): Yūsuke Araki |

| 9 de noviembre de 2016, 19:04 | F.C. Tokyo                | 2:1 (0:1) | Honda F.C. | Estadio Ajinomoto, Chōfu                                    |                                                             |
|                               | Nakajima 51' · Muroya 80' | Reporte   | Kuno 18'   | Asistencia: 6.605 espectadores Árbitro(s): Shōichirō Mikami | Asistencia: 6.605 espectadores Árbitro(s): Shōichirō Mikami |

| 12 de noviembre de 2016, 19:04 | Kawasaki Frontale                         | 3:3 (2:2, 0:0) (t. s.)(4:1 p.) | Urawa Red Diamonds                 | Estadio Atlético Todoroki, Kawasaki                     |                                                         |
|                                | Ōkubo 86' · Morimoto 90+1' · Eduardo 117' | Reporte                        | Kōroki 71' · 88' (a.g.) · Aoki 97' | Asistencia: 20.009 espectadores Árbitro(s): Masaya Ueda | Asistencia: 20.009 espectadores Árbitro(s): Masaya Ueda |
|                                |                                           | Tiros desde el punto penal     |                                    |                                                         |                                                         |
|                                | Ōkubo · Miyoshi · Eduardo · Eduardo Neto  |                                | Abe · Ljubijankič · Kōroki         |                                                         |                                                         |

#### Cuartos de final
| Fecha           | Ciudad   | Estadio               | Local               | Resultado  | Visitante           |
| --------------- | -------- | --------------------- | ------------------- | ---------- | ------------------- |
| 24 de diciembre | Yokohama | Estadio Internacional | Yokohama F. Marinos | 2:1        | Gamba Osaka         |
| 24 de diciembre | Kashima  | Estadio de Kashima    | Kashima Antlers     | 1:0        | Sanfrecce Hiroshima |
| 24 de diciembre | Saitama  | Estadio Ōmiya         | Omiya Ardija        | 4:2 (t.s.) | Shonan Bellmare     |
| 24 de diciembre | Chōfu    | Estadio Ajinomoto     | F.C. Tokyo          | 1:2        | Kawasaki Frontale   |

| 24 de diciembre de 2016, 13:04 | Yokohama F. Marinos            | 2:1 (0:0) | Gamba Osaka | Estadio Internacional, Yokohama                            |                                                            |
|                                | Saitō 63' (pen.) · Amano 90+6' | Reporte   | Konno 87'   | Asistencia: 21.898 espectadores Árbitro(s): Masaaki Iemoto | Asistencia: 21.898 espectadores Árbitro(s): Masaaki Iemoto |

| 24 de diciembre de 2016, 13:04 | Kashima Antlers | 1:0 (0:0) | Sanfrecce Hiroshima | Estadio de Kashima, Kashima                                    |                                                                |
|                                | Akasaki 57'     | Reporte   |                     | Asistencia: 18.391 espectadores Árbitro(s): Nobutsugu Murakami | Asistencia: 18.391 espectadores Árbitro(s): Nobutsugu Murakami |

| 24 de diciembre de 2016, 16:04 | Omiya Ardija                                  | 4:2 (1:1, 1:0) (t. s.) | Shonan Bellmare          | Estadio Ōmiya, Saitama                                     |                                                            |
|                                | Izumisawa 32' · Kikuchi 111', 118' · Ōya 120' | Reporte                | Kikuchi 70' · Fujita 93' | Asistencia: 10.297 espectadores Árbitro(s): Yūdai Yamamoto | Asistencia: 10.297 espectadores Árbitro(s): Yūdai Yamamoto |

| 24 de diciembre de 2016, 16:04 | F.C. Tokyo     | 1:2 (0:2) | Kawasaki Frontale       | Estadio Ajinomoto, Chōfu                               |                                                        |
|                                | Hirayama 90+1' | Reporte   | Ōkubo 20' · Elsinho 28' | Asistencia: 29.378 espectadores Árbitro(s): Ryūji Satō | Asistencia: 29.378 espectadores Árbitro(s): Ryūji Satō |

#### Semifinales
| Fecha           | Ciudad   | Estadio               | Local               | Resultado | Visitante         |
| --------------- | -------- | --------------------- | ------------------- | --------- | ----------------- |
| 29 de diciembre | Osaka    | Estadio Nagai         | Yokohama F. Marinos | 0:2       | Kashima Antlers   |
| 29 de diciembre | Yokohama | Estadio Internacional | Omiya Ardija        | 0:1       | Kawasaki Frontale |

| 29 de diciembre de 2016, 13:05 | Yokohama F. Marinos | 0:2 (0:1) | Kashima Antlers      | Estadio Nagai, Osaka                                    |                                                         |
|                                |                     | Reporte   | Doi 41' · Suzuki 73' | Asistencia: 14.302 espectadores Árbitro(s): Jumpei Iida | Asistencia: 14.302 espectadores Árbitro(s): Jumpei Iida |

| 29 de diciembre de 2016, 15:06 | Omiya Ardija | 0:1 (0:0) | Kawasaki Frontale | Estadio Internacional, Yokohama                             |                                                             |
|                                |              | Reporte   | Taniguchi 85'     | Asistencia: 23.087 espectadores Árbitro(s): Hiroyuki Kimura | Asistencia: 23.087 espectadores Árbitro(s): Hiroyuki Kimura |

#### Final
| Fecha              | Ciudad | Estadio           | Local           | Resultado  | Visitante         |
| ------------------ | ------ | ----------------- | --------------- | ---------- | ----------------- |
| 1 de enero de 2017 | Suita  | Estadio de Fútbol | Kashima Antlers | 2:1 (t.s.) | Kawasaki Frontale |

| 1 de enero de 2017, 14:04 | Kashima Antlers             | 2:1 (1:1, 1:0) (t. s.) | Kawasaki Frontale | Estadio de Fútbol, Suita                                  |                                                           |
|                           | Yamamoto 42' · Fabrício 94' | Reporte                | Kobayashi 54'     | Asistencia: 34.166 espectadores Árbitro(s): Hajime Matsuo | Asistencia: 34.166 espectadores Árbitro(s): Hajime Matsuo |

|                                    |
| Bandera de Prefectura de Ibaraki   |
| Campeón Kashima Antlers 5.º título |